# リューテン

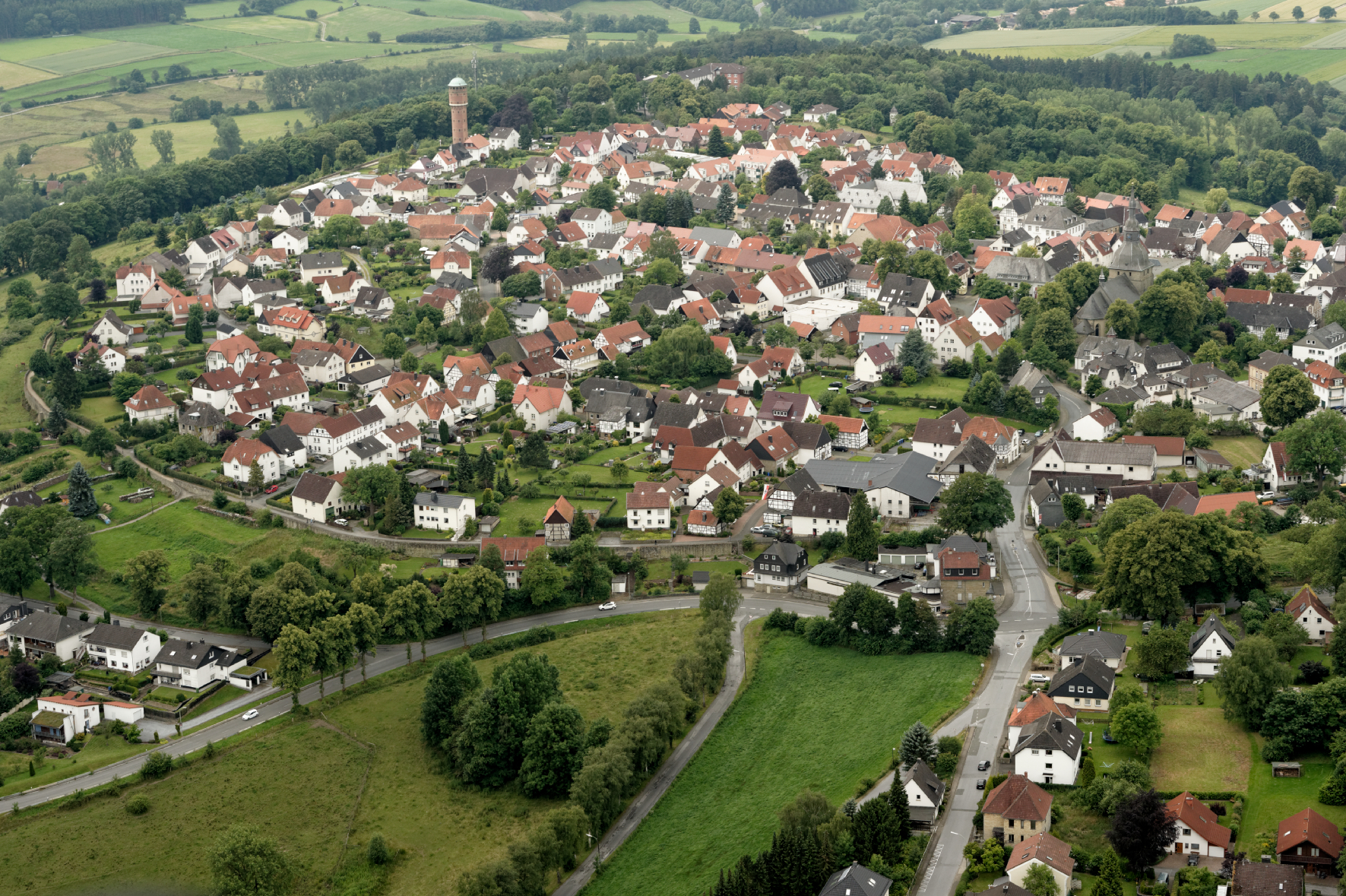
リューテン市街中心を北東から望む。画面左上に水道塔、右にニコライ教会が見られる。

リューテン (ドイツ語: Rüthen, ドイツ語発音: [ˈryːtn̩]) は、ドイツ連邦共和国ノルトライン＝ヴェストファーレン州アルンスベルク行政管区のゾースト郡に属す市である。リューテン市は1200年に都市権を授与された。中世、リューテンは一時的にヴェストファーレン公領の政治的中心として、あるいはハンザ都市として重要な都市であった。中世後期以降は都市農民の街として発展を続けた。現在の本市は、中核市区とかつて独立した町村であった14市区で構成されている。リューテンは統計上「グローセ・ラントゲマインデ」に分類される。

## 地理

### 位置
市域最大の河川であるメーネ川が市内を東西に流れている。この川は、海抜 335 m の地点から市内に流れ込み、海抜 294 m のドレーヴァー＝ハイデから流れ出している。中核市区は市域のほぼ中央、メーネ川北岸の高台に位置している。
メーネ川の南岸にはアルンスベルクの森の丘陵があり、カレンハルト市区が位置している。アルンスベルクの森で市域は海抜 528.9 m のヴェーベルクに至る。ヴェーベルクの北東に位置するランゲ・ベルクは 486.2 m の高さがある。アルンスベルクの森自然公園に属す地域内をビーバー川とグレネ川が北西方向に流れる。市域のこの部分は、自然環境上ノルトザウアーランダー・オーバーラント（北ザウアーラント高地）に属す。
リューテンの残りの市区はメーネ川の北側に位置している。この部分の土地はハールシュトラングまで約 380 m 上昇する。ハールシュトラングはルール川とリッペ川との分水帯を形成している。ハールシュトラング北側の小川はリッペ川に流れ込む。土地は北に向かってゾースト沃野へ下っている。ヴェステライデンの北、ペッペルシェ川の海抜 129 m 地点が市域の最低地点である。この付近は農業に利用されている。市域の北部は、自然環境上ヴェストファーレン盆地のヘルヴェーク沃野に属す。

### 市域の広がり
リューテンの市域は、南北約 22 km、東西 11 km である。面積は 158 km2 で、ゾースト郡で最大である。農業用地が 92.98 km2 (58.8 %)、森林が 50.10 km2 (31.7 %)、住宅地および交通用地が 13.63 km2 (8.6 %) を占め、その他の用地は 1 % 程度である。

### 隣接する市町村
本市はゾースト郡の南部に位置している。この街はメーネ川の谷にあり、ホーホタウヌス郡と境を接している。隣接する市町村は北から時計回りに、エルヴィッテ、ゲーセケ、ビューレン、ブリーロン、オルスベルク、ベストヴィヒ、ヴァールシュタイン、アンレヒテである。ブリーロンとリューテンとの間ではヘンゲルスバッハ川が市境をなしている。

### 市の構成
リューテン市は以下の市区から形成されている。
| - リューテン（4,921人） - アルテンリューテン（490人） - ドレーヴァー（700人） - ヘンメルン（160人） - ホインクハウゼン（170人） - カレンハルト（1,641人） - ケリングハウゼン（85人） - クネプリングハウゼン（250人） | - ランゲンシュトラーセ＝ヘディングハウゼン（435人） - マイステ（362人） - メンツェル（375人） - ネッテルシュテット（105人） - エステライデン（799人） - ヴァイッケーデ（36人） - ヴェステライデン（467人） |

人口は2016年12月31日現在の数値である。

## 歴史

### 中世
本市の名前の由来は、現在の中核市区から約 2 km 西に位置するアルテンリューテン集落である。この村は1200年まで Ruothino（綴りに異同あり）と呼ばれていた。この村の聖ゲルヴァジウスおよびプロタジウス教区教会はこの周辺で最も古い教会であり、9世紀前半にエルヴィッテの原教会区から形成された。1072年にケルン大司教アンノ2世は新たに創設された修道院に伯領からの収入を転用した。アルテンリューテンにはケルン大司教の所領があった。この所領はリューデンベルク家にレーエンとして与えられた。
ケルン大司教は1180年からヴェストファーレンの公として、現在のリューテン市内に広大な土地を獲得した。また、アルンスベルク伯もこの地にかなり広い所領を有していた。

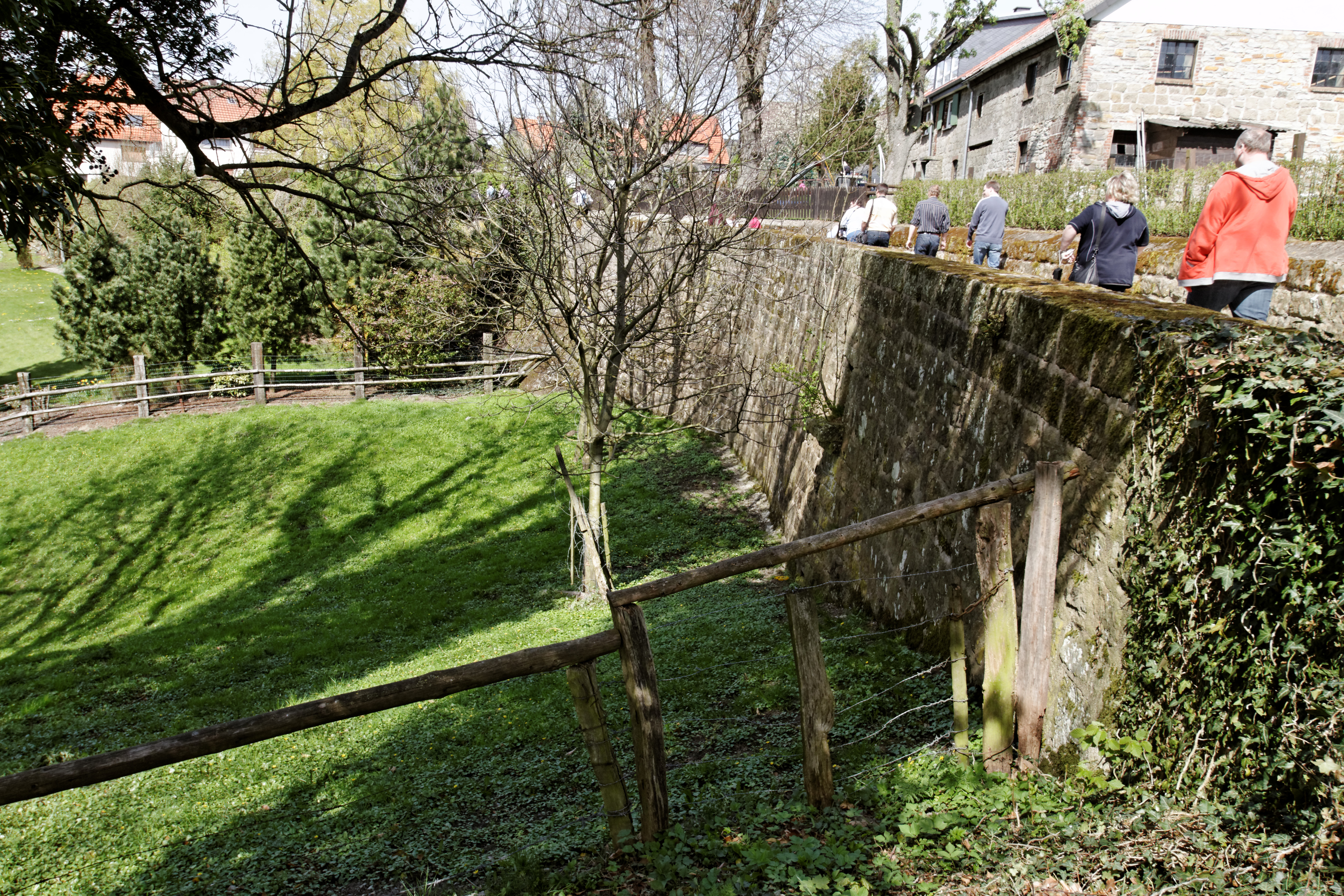
リューテンの旧市壁

ヴェストファーレン公として自衛権を有していたケルン大司教アドルフ1世によって、リューテン市は1200年9月29日に「市」に昇格し、市壁と壕で恒常的に護られることとなった。すでに古くからアルンスベルク伯が所有していた農場集落が新たな都市に取り込まれたことは明かである。聖ニコライ教会周辺の不規則な道路システムと聖ヨハネス教会周辺（おそらく1200年の都市建設の中心であった）の計画的で平行な道路配置とを比べれば、ケルン大司教の所領部分における計画的な都市構成は今日でも明白である。13世紀後期の最も古い市法文書によれば、都市創設の数十年後にも旧所領からの収入の一部がアルンスベルク伯に分配されていた。この特権はしかし13世紀末に廃止された。
リューテンは、メーネ川北岸の広さ 38 ha の山の張り出し部という戦略上有利な場所に位置していた。都市の建設はケルン大司教の領土拡大政策の一部であった。その地位は、ヴェストファーレン公の称号を得た後一層強化された。本市はパーダーボルン司教、アルンスベルク伯、ビューレン家と戦略的に対峙することとなった。ヴェストファーレンにおけるケルン陣営の最大都市であるゾーストとの連携も確保された。さらに周辺地域、特にアルンスベルクの森地域を新たな都市に組み込んだ。この街は13世紀後半まで大司教の代理であるヴェストファーレン元帥の所在地であり、これのため時にはヴェストファーレンにおけるケルン権力の中心となった。13世紀の初め、市の西に相当数の兵が駐屯する大きな城砦ランデスブルクが建設された。城兵は12人のレーエン領主によって組織された。この城は14世紀後半にはすでに大司教にとって戦略上重要な役割を果たさなくなっており、荒廃していった。この場所には1826年に市の新しい墓地が造営された。
リューテンの市法は、初めゾースト法をモデルとした。しかし市法はその後独自に発展していった。この市法は、ゲーセケ、ハレンベルク、メーデバッハ、ヴェルル、ヴァールシュタイン、シュマレンベルク、ヴィンターベルク、ベレッケ、カレンハルトといった他の都市に転用された。新しい街は周辺住民を惹きつけた。1300年以前から本市近郊に位置する集落ハーデリングハウゼン、シュネリングフーゼン、ヴルメリングフーゼン、ボイエルディングフーゼンの住民たちが新しい街に移住した。移住した新しい住民はリューテンから農業を営んだ。16世紀以降少なくとも3つの村落と3つの農場が人口流入地域にあった。この住民たちは緊急時には「プファールビュルガー」（わずかな権利しか持たない市民）として市の保護下に置かれ、その代償としてリューテン参事会のために手仕事による賦役や牛馬賦役に従事した。

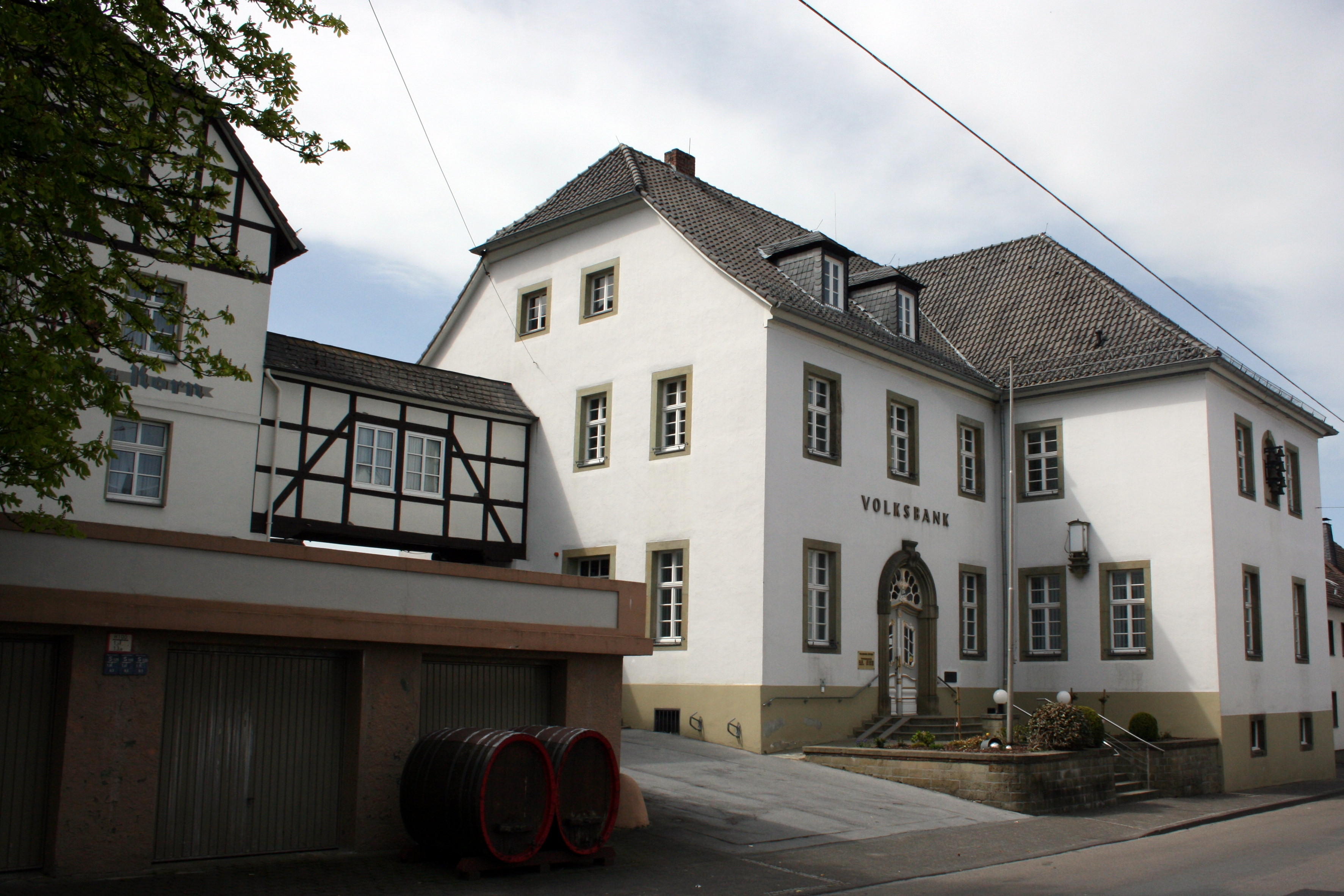
旧アウグスチノ会女子修道院

最初は戦略的理由で建設されたのだが、この街はヘルヴェークと山地との間に位置することで利を得ていた。これはすぐに、多様な経済生活を可能にした。その中心は、一般的な農業やヒツジの飼育と羊毛生産であった。リューテンは、ヘッセンに近いヴェストファーレン東部および南東部の重要な市場町に発展していった。しかし、地元の商品の流通はかなり狭い範囲に限られていた。リューテンは1469年にハンザ同盟に加盟した。リューテンはゾーストの衛星都市であった。一方、ヴァールシュタイン、カレンハルト、ベレッケといった街がリューテンの下位に置かれていた。発展にむけての努力は2つの教区（聖ヨハネス教区と聖ニコラウス教区）成立にも表れている。ただし両教区は1人の司祭によって運営されていた。1420年、市内に病院が設けられた。また、市外にレプラ患者の収容施設が造られた。1480年にアウグスチノ会女子修道院が創設された。その後、リューテンの重要性は増大した。遅くとも16世紀には国外との貿易が衰退し、ツンフトを形成していた手工業者は17世紀以降リューテン裁判所における重要性をほとんど失った。

### 近世
この街は、経済的停滞にもかかわらず、政治的立場、手工業組織、比較的良好な農業条件のため、近世初期にもヴェストファーレン公領内の重要な都市の一つであった。1536年の徴税台帳は250グルデンの税収を記録している。これはゲーセケやヴェルルよりもやや少ないが、アルンスベルクよりも約 40グルデン多い。
リューテンでは16世紀末まで裕福な家門の小グループが権力を有していた。これに対して、全国的な「トルフゼスの内乱」に伴って、1577年頃から提出された地元の射撃兄弟団の参事会に対する訴状から市民闘争が起こった。特に肥育・放牧の可否や森の利用、その他が問題となった。議会は領主に紛争の仲裁を相談したが拒絶された。1580年、議会選挙の際についに暴動が起こり、新しく選出された議員たちが群集によって追い出された。その結果、領主の行政機関が紛争仲裁に尽力することとなった。これは1584年に市長と参事会員のローテーションの原則を定めた新しい参事会選挙規則施行の際頂点に達した。
領主の裁判高権を市に属す衛星村落に対して適用しようとする試みも紛争の原因となった。この紛争は1637年、ヴェルルの司教区裁判所の調停によりリューテンの勝利に終わった。

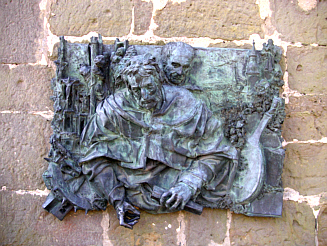
魔女塔に掲げられたフリードリヒ・シュペーとミヒャエル・シュタッペルトのブロンズ製レリーフ

### 魔女裁判
ケルン大司教のヴェストファーレン公領に属す他の街や中央ヨーロッパの他の地区と同じように近世初期にはリューテンも魔女裁判の現場となった。1573年から1664年までに本市およびリューテン裁判所で、104件の魔女裁判が行われた。これにより少なくとも167人が処刑された。リューテンの魔女狩りで被告となったフロイント・ハッペンなどごくわずかな人だけが拷問を受けたにもかかわらず罪状に反論し続けた。フロイント・ハッペンは2ヶ月間勾留され、3度にわたって激しい拷問を受けた後、1660年9月23日に解放された。リューテンの魔女塔に掲げられたフリードリヒ・シュペーとヒルシュベルクの司祭ミヒャエル・シュタッペルトのブロンズ製レリーフが魔女狩りに反対した者の働きを記念している。現在のリューテン市にあたる地域で16世紀から17世紀に行われた魔女狩りで、無実にもかかわらず有罪判決を受け、処刑されたすべての人々の社会倫理的名誉回復を、リューテン市代表は2011年3月31日に決議した。

### 17、18世紀
三十年戦争、1625年のペスト禍、1654年の都市火災による人口減少で、1670年の人口は270戸、1050人となった。当時416軒の家屋の内143軒が空き家であったと記録されている。1717年の人口は359戸で約1,200人から1,300人であった。1759年には1,431人で、このうち43人がユダヤ人、12歳以下の子供が427人であった。1818年に人口は1,714人となり、三十年戦争以前のレベルに復した。この頃リューテンには約400軒の家屋があった。リューテンは17世紀後半には、教会、役場、城館、修道院の建設業の中心となった。リューテンの緑色砂岩を求めて、数多くの彫刻家、石工、壁職人、画家さらには木彫家までがリューテンに住み着いた。ヴェストファーレン公領には、1750年頃までのリューテンの職人による緑色砂岩製の建造文化財や、芸術的な木彫や絵画を有する教会や礼拝堂が数多く遺されている。
この街の裕福な上流階級（納税額 5ライヒスターラー以上）はわずかで、1759年には約 7 % であった。都市住民の大多数 (89.9 %) は納税者であったが、社会的格差は大きかった。それでも住民のほぼ半数が慎ましい環境で生活していた。実際、貧困世帯の住民数は約 3 % を超える程度で、大変に低い割合であった。18世紀には、住民のかなりの部分 (42 %) が手工業で生活していた。広義のサービス業は 11 % であった。商業は 5 % と小さな割合であった。
三十年戦争の様々なフェーズでこの街には事件が起きている。たとえば、1644年にはスウェーデンのダグラス将軍の軍勢がオーバーマールスベルク占領後アルンスベルクに向かって行軍し、リューテンを通った。本市はこれによりひどい略奪を受けた。1654年にカプチン会修道院が設立された。1673年には深刻な赤痢の流行が起こった。フリードリヒ・アドルフ・ザウアーが1795年にヴェストファーレン公領で最初の教員養成のための普通学校をリューテンの旧ウルズラ修道院の建物に開校した。
1734年に、住民は16世紀と同じような困難に陥った。このため人々は特に税の無駄遣いについて参事会を非難した。こうした非難は領主政府の監査を招いたが、古い参事会システムに影響はないままであった。

### 19、20世紀
本市はヴェストファーレン公領とともに1802年にヘッセン方伯領、1816年にプロイセン領となった。
19世紀も、20世紀に入ってもかなり長い間リューテンは、農業を主体とした街であった。1850年頃、旧都市防衛施設の外側に最初の家屋が建設された。1898年から1899年の鉄道開通によって、駅の近くに製材所が開業され、工業化が可能となり、緑色砂岩の採掘が拡大した。

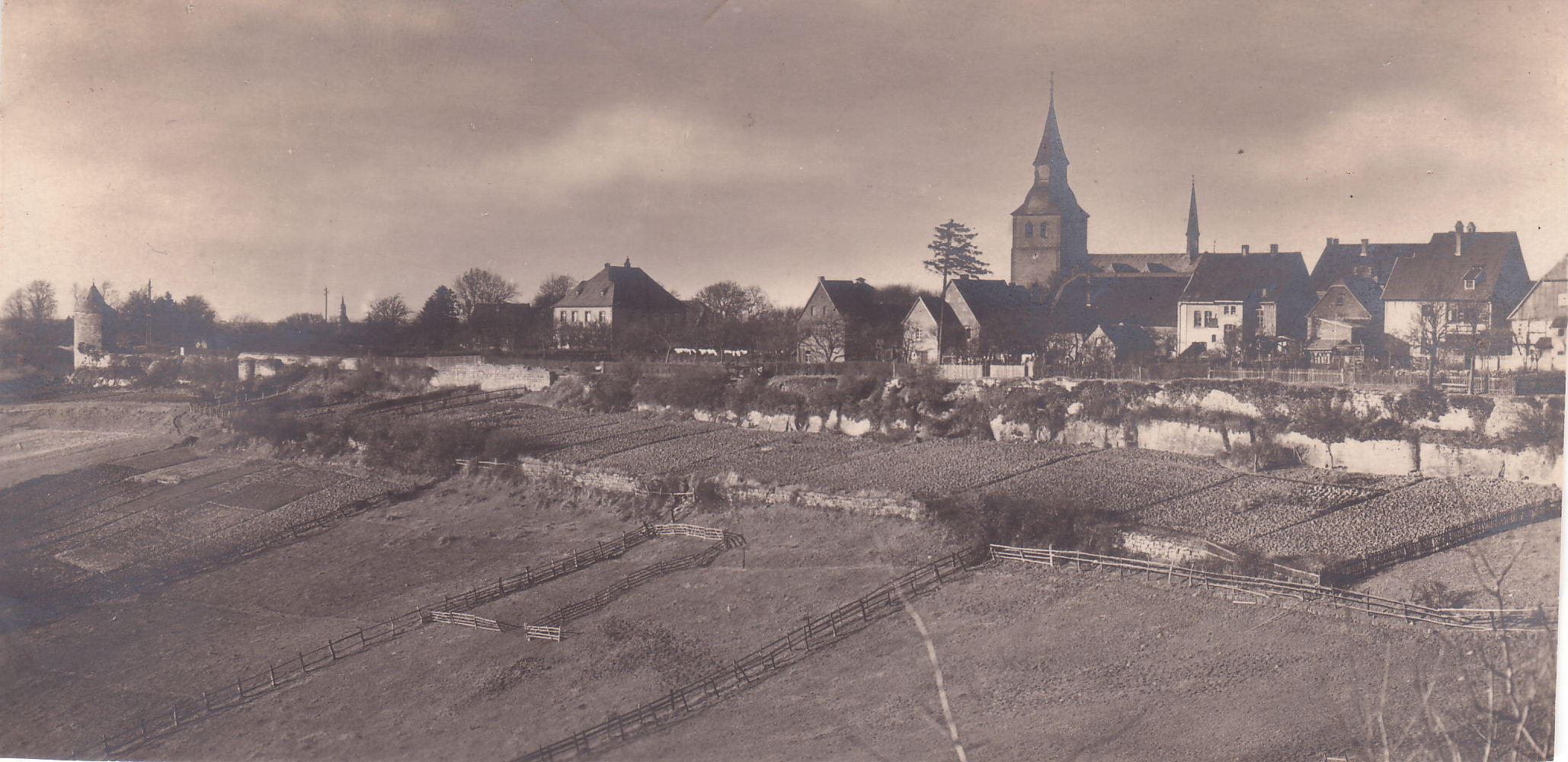
1900年頃のリューテン

リューテンには1876年から1926年まで教員セミナーがあり、内市街にとって経済因子として機能した。
20世紀前半、この街はほぼ純粋なカトリックの街で、政治的には中央党が強い勢力を持っていた。1924年には、選挙の票の 80 % を中央党が獲得した。1933年3月のドイツ国会選挙でも、中央党は 55 % の票を獲得した。ただし、この時の NSDAP の得票率は 30.2 % であり、これはザウアーラントの他のカトリック地域よりもかなり高い値であった。国家社会主義時代の初め、1933年にリューテンから6人の住民がベニングハウゼン強制収容所に収監された。1945年4月1日にアメリカ軍が大きな戦闘なしにこの街を占領した。4月6日には市の南部カレンハルトも占領された。

### 市町村合併
1975年1月1日に発効した自治体再編によって、それまで独立した自治体であったアルテンリューテン、ドレーヴァー、ヘンメルン、ホインクハウゼン、カレンハルト、ケリングハウゼン、クネプリングハウゼン、ランゲンシュトラーセ＝ヘディングハウゼン、マイステ、メンツェル、ネッテルシュテット、エステライデン、リューテン、ヴァイッケーデ、ヴェステライデンの15市町村が合併して市は現在の姿となった。さらに廃止されたエッフェルンとズトロプから無人の小さな地域がこれに加えられた。ドレーヴァーは、当時16人が住んでいた 19 ha の土地をヴァールシュタイン市に割譲した。

## 住民

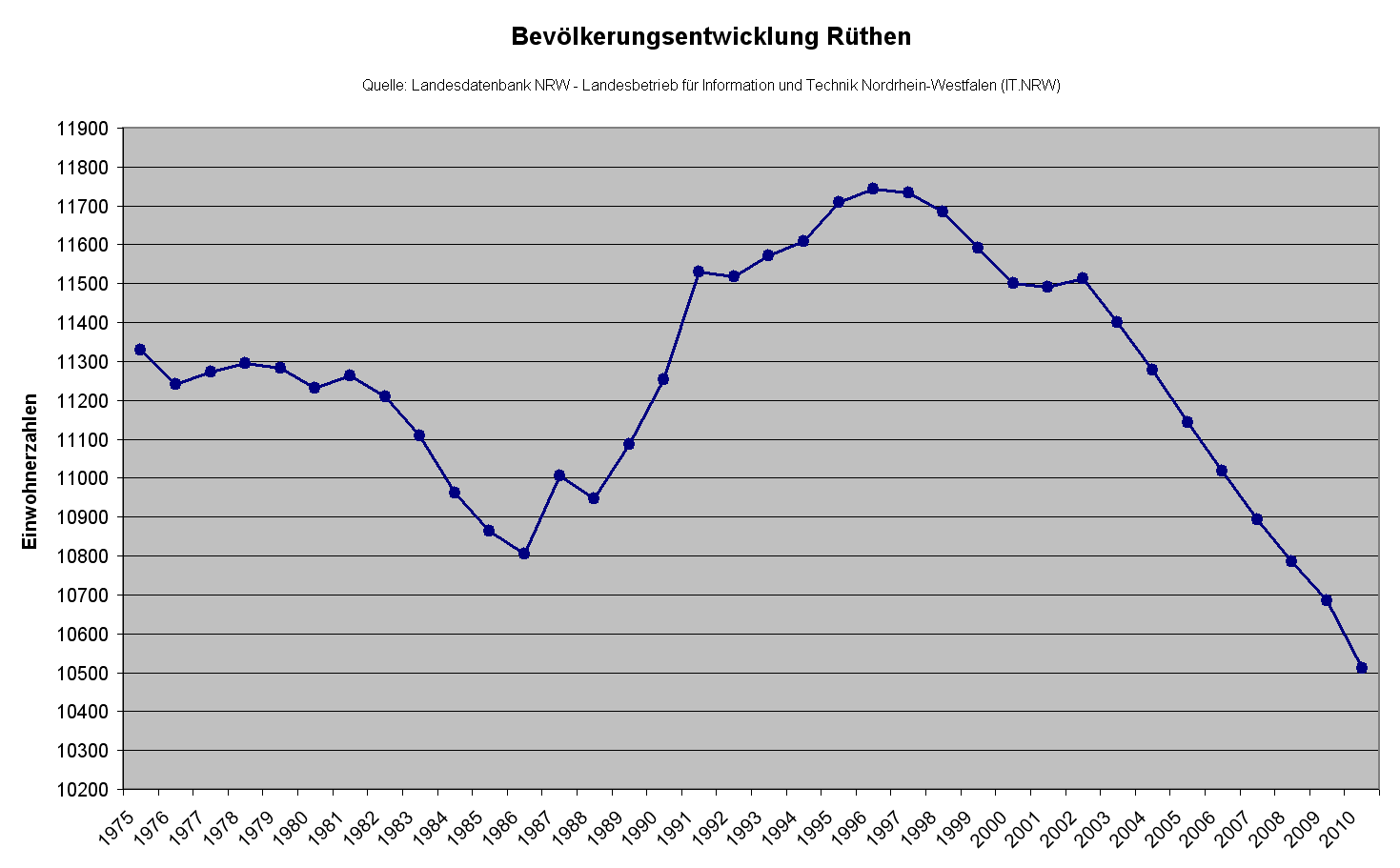
リューテンの人口推移

### 人口推移
人口密度は 70.2人/km2 と比較的少ない（ゾースト郡 228.0人/km2、ノルトライン＝ヴェストファーレン州 523.7人/km2）。ノルトライン＝ヴェストファーレン州の同規模の市町村（188.6人/km2）と比べても人口密度はかなり低い。

### 宗教
かつてヴェストファーレン公領の一部であったリューテンは、伝統的にカトリックが主流で、2011年5月9日現在、住民の 72.0 % がカトリック信者である。その他は、14.5 % が福音主義、約 13.5 % がその他の宗教または無宗教である。カトリック教会はリューテン司牧連合を形成している。この司牧連合はパーダーボルン大司教区のリューテン＝リップシュタット首席司祭区に属している。市内には合わせて11のカトリックの教会堂が存在する。
南部の福音主義キリスト教徒のためにはリューテン牧師区がある。この牧師区はアルンスベルク教会クライスのヴァールシュタイン福音主義教会に属しており、2つの教会がある。リューテンの北部に位置する地区は、アンレヒテ牧師区の一部であり、ゾースト教会クライスのエルヴィッテ福音主義教会に属す。両教会クライスはヴェストファーレン福音主義教会に属している。
リューテンでは、13世紀から15世紀にかけて散発的にユダヤ人の生活について報告が遺されているが、継続的にコミュニティーが形成されたのは1587年以降であった。シナゴーグは1938年に国家社会主義者によって破壊され、1942年に市が撤去したが、かつての市の壕跡に印象的な墓地が現在も遺されている。

## 行政

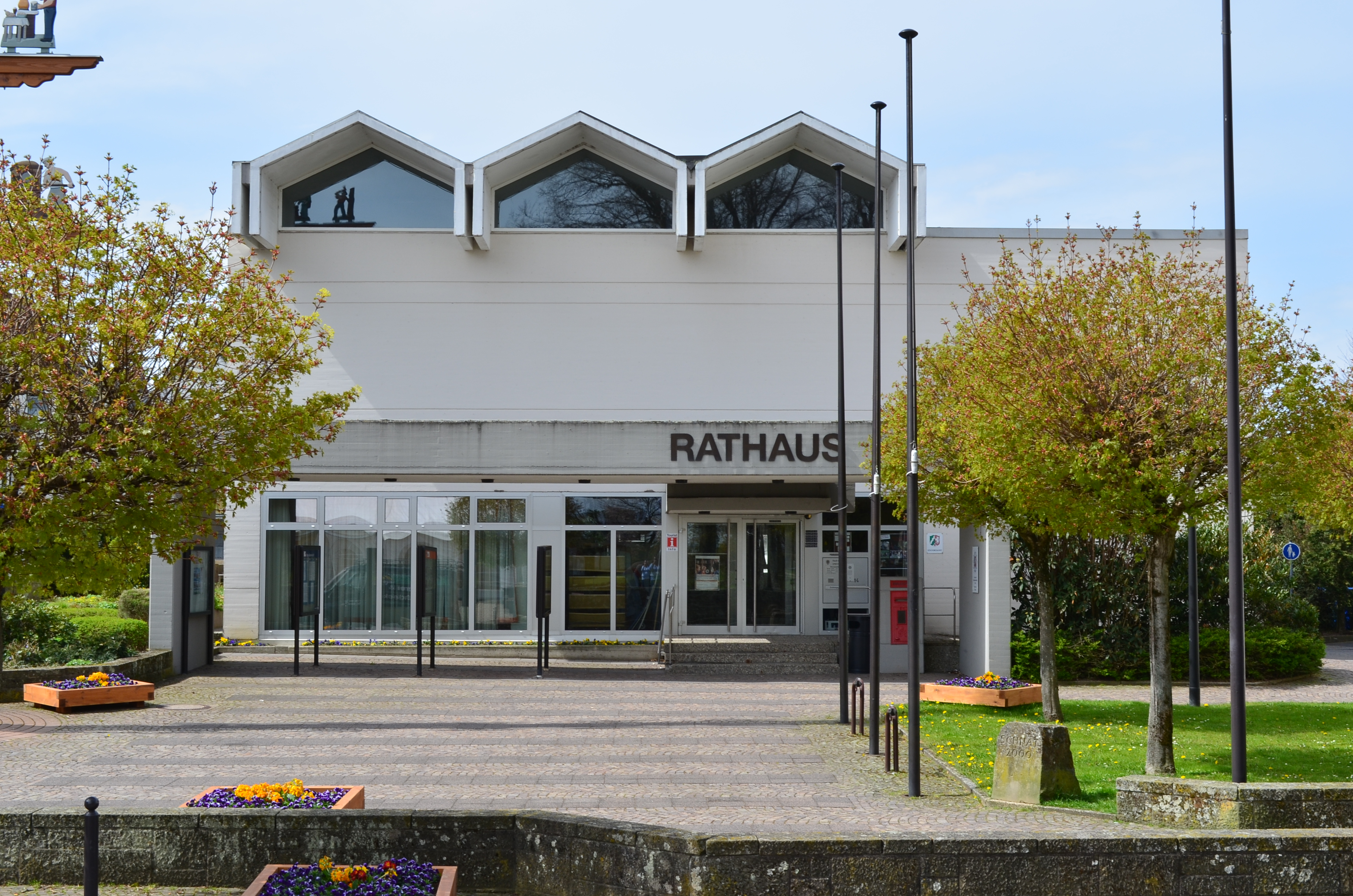
リューテン市庁舎

### 議会
リューテン市議会は28議席で構成されている。

### 首長
第二次世界大戦後の北ドイツ議会制度に基づき、ノルトライン＝ヴェストファーレン州では、名誉職の市議会議長を務める市長 (Bürgermeister) と市の代表兼首席行政官（Stadtdirektor、Amtsdirektor = 事務局長）の二頭体制で自治体運営がなされた。1990年代以降南ドイツ議会制度を修正した制度がノルトライン＝ヴェストファーレン州で施行された。その後市長と都市事務局長からなる二頭体制は廃止され、市長の地位が強化された。市長は専任の公選公務員であり、同時に市議会議長でもある。
1945年以降の市長
- ヨハネス・クリュッパー（1946年 - 1948年）
- ヨーゼフ・フロールマン（1948年 - 1952年）
- エーヴァルト・ヴェンゲ（1952年 - 1969年）
- ヨーゼフ・ケスタース（1969年 - 1979年）
- ロルフ・ゴッケル（1979年 - 1999年）[27]
- ルドルフ・シーレン（専任市長 1999年 - 2009年）[28]
- ペーター・ヨーゼフ・ヴァイケン（専任市長 2009年 - ）[29]

事務局長
- ヴィルヘルム・ギプケンス（アムツビュルガーマイスター 1945年、アムツディレクター 1946年 - 1948年）
- ハインリヒ・ケルスティング（アムツディレクター 1949年）
- フランツ・コーケ（アムツディレクター 1950年 - 1974年）
- エーヴァルト・ティッゲマン（アムツディレクター 1974年、シュタットディレクター 1975年 - 1979年）
- ゲオルク・フォス（シュタットディレクター 1979年 - 1991年）
- ルドルフ・シーレン（シュタットディレクター 1991年 - 1999年）[27]

### 紋章
図柄: 銀地に、端から端まで届く黒い十字。十字の交点と4分割された地にそれぞれ赤い菱形図形が配されている。
解説: 紋章の図柄は1549年の裁判所印に基づいている。十字は旧領主であるケルン選帝侯の十字である。5つの菱形図形 (ドイツ語: Rauten) は、地口で地名 (Rüthen) を表している。公的な使用認可は1911年1月28日になされた。

### 姉妹都市
- デアハム（英語版）（イギリス、ノーフォーク）1983年[32]
- エーゲルン（ドイツ語版、英語版）（ドイツ、ザクセン＝アンハルト州）1991年8月30日[33]

## 文化と見所

### 演劇
本市には専用の劇場がない。演劇上演は、カルチャーリング・リューテンのスポンサーシップの下、リューテンのヨドクス劇場で上演されている。近代的な室内劇やキャバレーの公演はリューテンの旧市庁舎や旧ギムナジウム講堂で開催されている。さらにフリードリヒ＝シュペー＝ギムナジウム・リューテンの演劇グループがある。この他に、公立学校の他のグループによる公演も行われている。

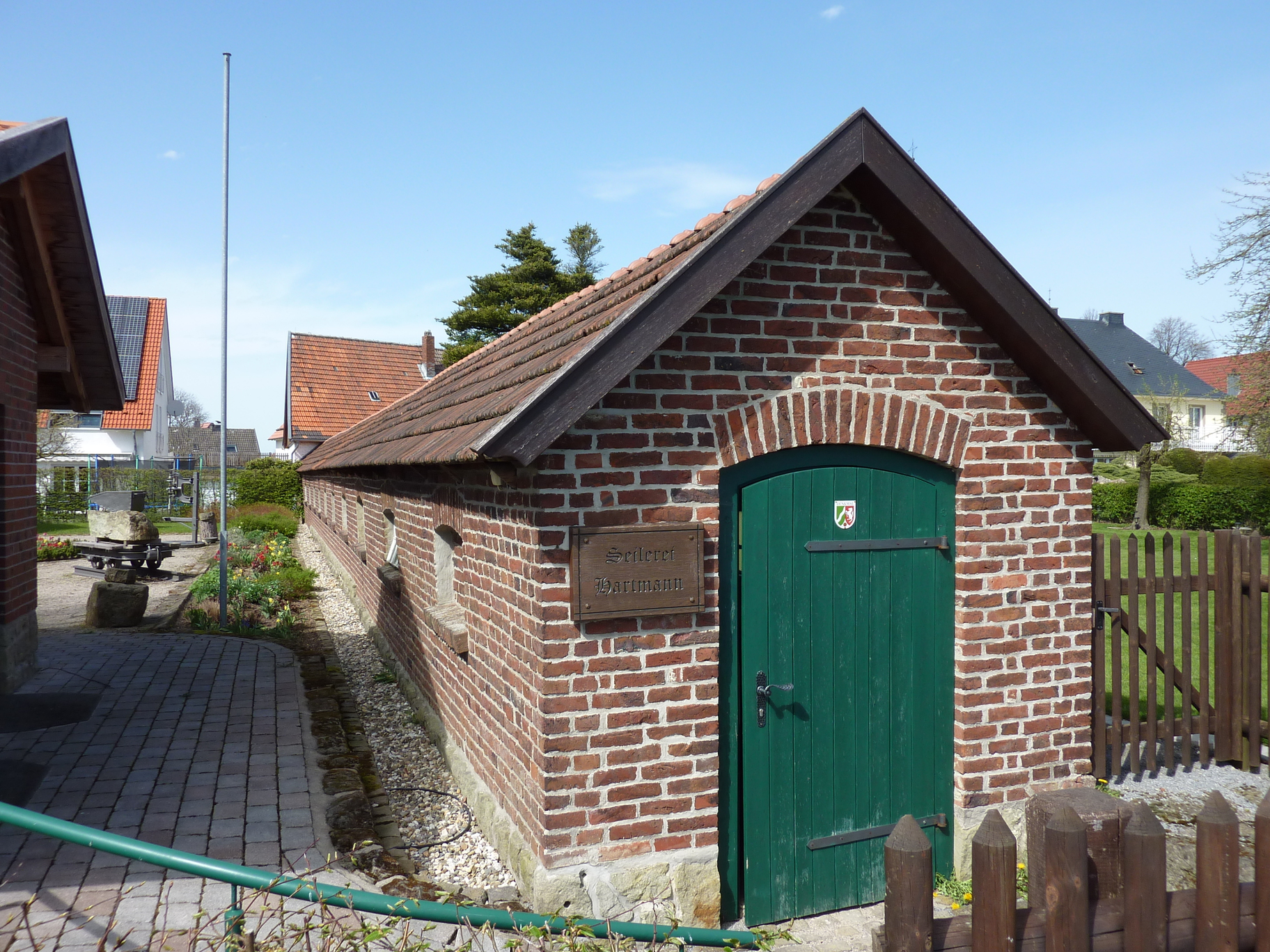
旧ロープ製造工場

### 博物館
かつてのブルワリー内に設けられたリューテン資料室では、2005年から100 m2 の展示スペースにリューテンの歴史資料が展示されている。この資料室の重点はリューテン地域の化石および鉱物コレクションであり、これに次ぐ重点がリューテンの電化である。入り口付近では入れ替えの特別展示が行われている。
1914年に建設された旧ロープ製造工場の建物に、2003年からロープ造りの古い道具や器具が展示されている。

### 音楽
1963年からリューテン室内合唱団によって教会音楽や世俗音楽が演奏されている。この合唱団は、オーストリア、フランス、スロヴェニアなどへ演奏旅行に出かけている。
ベルクシュタット＝ムジカンテン・リューテンは100年を超える歴史を誇っている。このクラブは1992年にプロ＝ムジカ＝プラケッテとともに活動している。このブラスオーケストラのレパートリーには、マーチ、ダンス曲、教会音楽が含まれる。ベルクシュタット＝ムジカンテンの他に、アルテンリューテン地区に1901年創設のブラスオーケストラ器楽クラブ・ハルモニー・アルテンリューテンがある。カレンハルト地区では、ブラス・ダンスオーケストラ・カレンハルトが演奏を行っている。このクラブの歴史は1829年の創立にまで遡ることができる。このクラブには25歳までのメンバーが参加できるジュニアオーケストラがある。
リューテン・タムブール隊は1878年に設立された。この楽団は当初は男性だけで構成されていた。1970年にジュニア楽団が結成された。1994年に初めて女性にも登録が拡張され、リューテン・タムブール隊に参加することとなった。

### 建造物

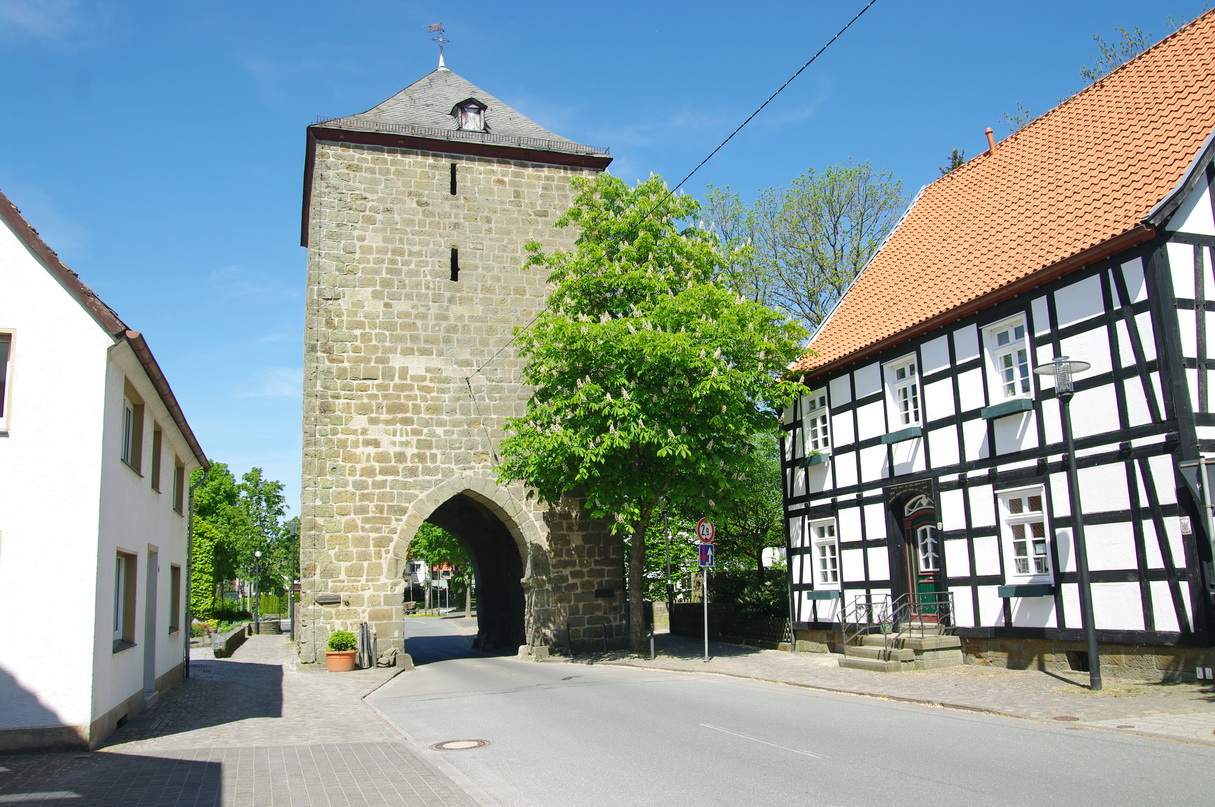
ハッハ門

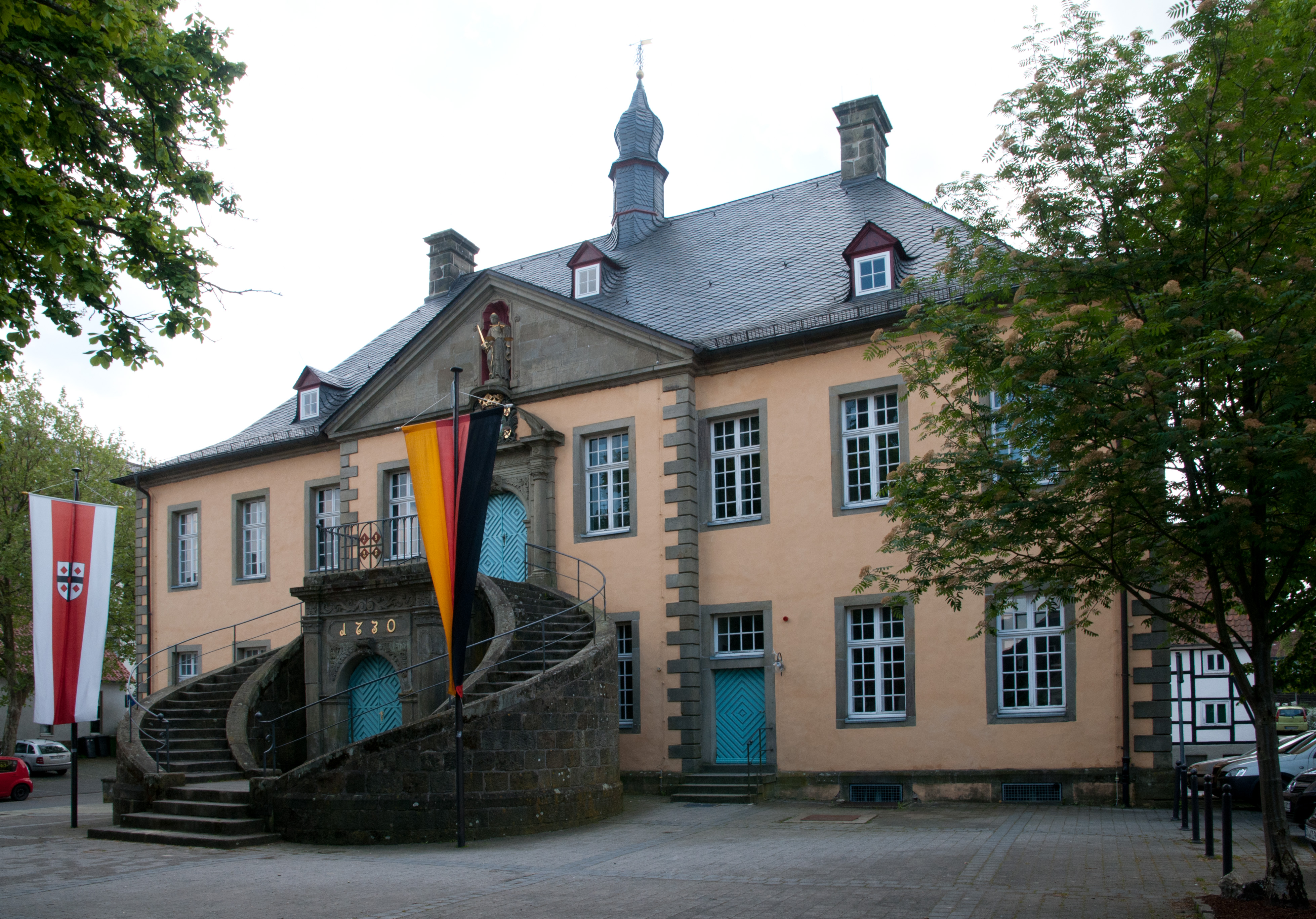
旧市庁舎

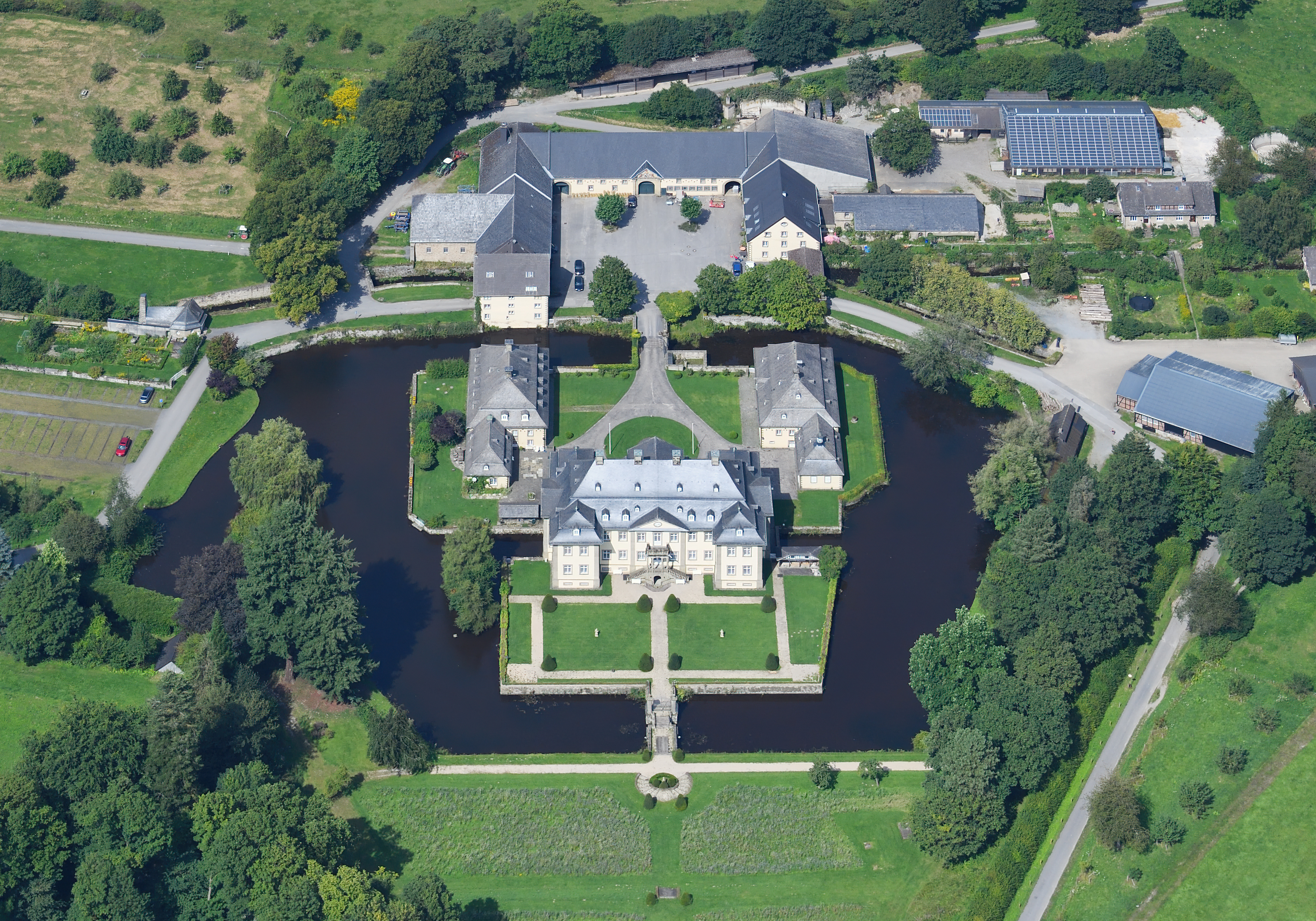
ケルトリングハウゼン城

中世の都市防衛施設では、14世紀に設けられた市壁の多くの部分の他に、ハッハ門や半円形の魔女塔が遺されている。ハッハ門（ハフト門 = 拘留門）は牢獄としても用いられていた。市壁は現在、周囲の眺望が得られる歴史的旧市街を囲む周回路となっている。迫害され誹謗を受けた8人を祝福するため、イエズス会士フリードリヒ・シュペーとリューテン生まれのヒルシュベルク司祭ミヒャエル・シュタッペルト（ミカエル・スタピリウス）の肖像を象った青銅製のレリーフが1991年に魔女塔に掲げられた。ハッハ通りには、元々1482年に設けられたアウグスチノ会女子修道院があったが、1739年に焼失した。この場所に1749年にウルズラ会女子修道院が設けられたが、早くも1772年に廃止された。簡素な漆喰塗りのバロック建築は、現在、銀行が利用している。
旧市庁舎は1730年の表示を持つ漆喰塗りの建造物で、中央にリザリートを有しており、大きな湾曲した屋外階段が設けられている。この建物は1726年から1730年にエルヴィッテ出身の建築家でリースボルンの修道院長館、グラーフシャフト修道院、アルマーフェルト邸などを建設したミヒャエル・シュパンナーの設計に基づいて建設された。
2連ヴォールトのハレンキルヒェで方形の西塔を有する聖ニコラウス教会は、火災後のおそらく13世紀の第3四半期に建設された。塔は1712年に現在のバロック様式の屋根に葺き替えられた。内部には1777年に J.C.ハーネによってアンレヒテで制作されたバロック祭壇がある。脇祭壇と説教壇は1680年頃に造られたものである。南祭壇には1730年の銘がある。
洗礼者聖ヨハネス教会のネオゴシック様式の長堂は1871年から1874年にアルノルト・ギュルデンプフェニヒの設計に基づき建設された。どっしりとした西塔は1737年に建設されたものである。塔内に設けられたマリエン礼拝堂には「星のマリア」と呼ばれる聖母像がある。この聖母像は19世紀の終わり頃に創られた。
カプチン会修道院では、1675年から1804年までカプチン騎士団の本拠となった三翼式の建築複合体が遺されている。北側は1834年に取り壊された修道院教会につながっていた。この教会は入り口の玄関部分だけが遺されている。この建物は、現在、リューテン市営墓地の入り口となっている。修道院の施設全体は有名な騎士団の建築家アンブロジウス・フォン・エルデの設計に基づいて建設された。1839年から1967年までこの修道院建築は、地方裁判所・都市裁判所・区裁判所として利用されていた。その後長らく空き家であったが、1996年に13軒の集合住宅が建設された。
17世紀から20世紀のユダヤ人墓地も見所である。この墓地は1625年にハッハ門前に接する市の壕内に設けられた。この墓地はヴェストファーレンで最も古いユダヤ人埋葬地であるとされている。ホーホ通りにはかつてのシナゴーグ跡がある。案内板が、戦後に住宅やオフィスに改築されたことを物語っている。
中核市区南端の市壁沿いに高さ 35.9 m のリューテンの水道塔がある。これは1909年にカッセルの技術者ライフホイザーによってレンガ造りで建設された。この塔には展望階が設けられており、訪問者に開放されている。
また、リューテンには多くの見応えのある住宅建築がある。3階建てで納屋階があるハッハトーア通り20番地の木組みのディーレンハウス（ブーク家）は1609年に建設された。この街の現存する最も古いこの家屋は、リューテン都市発展フォーラム e.V. によって修復された。ここには情報センターや都市発展ビューロが入居している。さらに、サイクリング客やハイキング客の宿泊施設としても利用されている。ニーデラー通り6番地のシュタインヴェルクを有する木組みディーレンハウスは1684年建造とされている。ハッハ門の旧門衛所（ハッハトーア通り1番地）は、都市防衛施設廃止後マティアス・ヘレの私邸となり、1835年にオールマン家に売却された。同じ年に火災に遭い、新たに建て直された。2010年にある投資家がこの建物を根本から修復した。
カレンハルト地区では、ケルトリングハウゼン城（1714年）、バロック様式のカトリック教会（1722年）、14世紀から15世紀の村役場が印象的である。ローマ時代のクネプリングハウゼン陣地はクネプリングハウゼン地区にある。

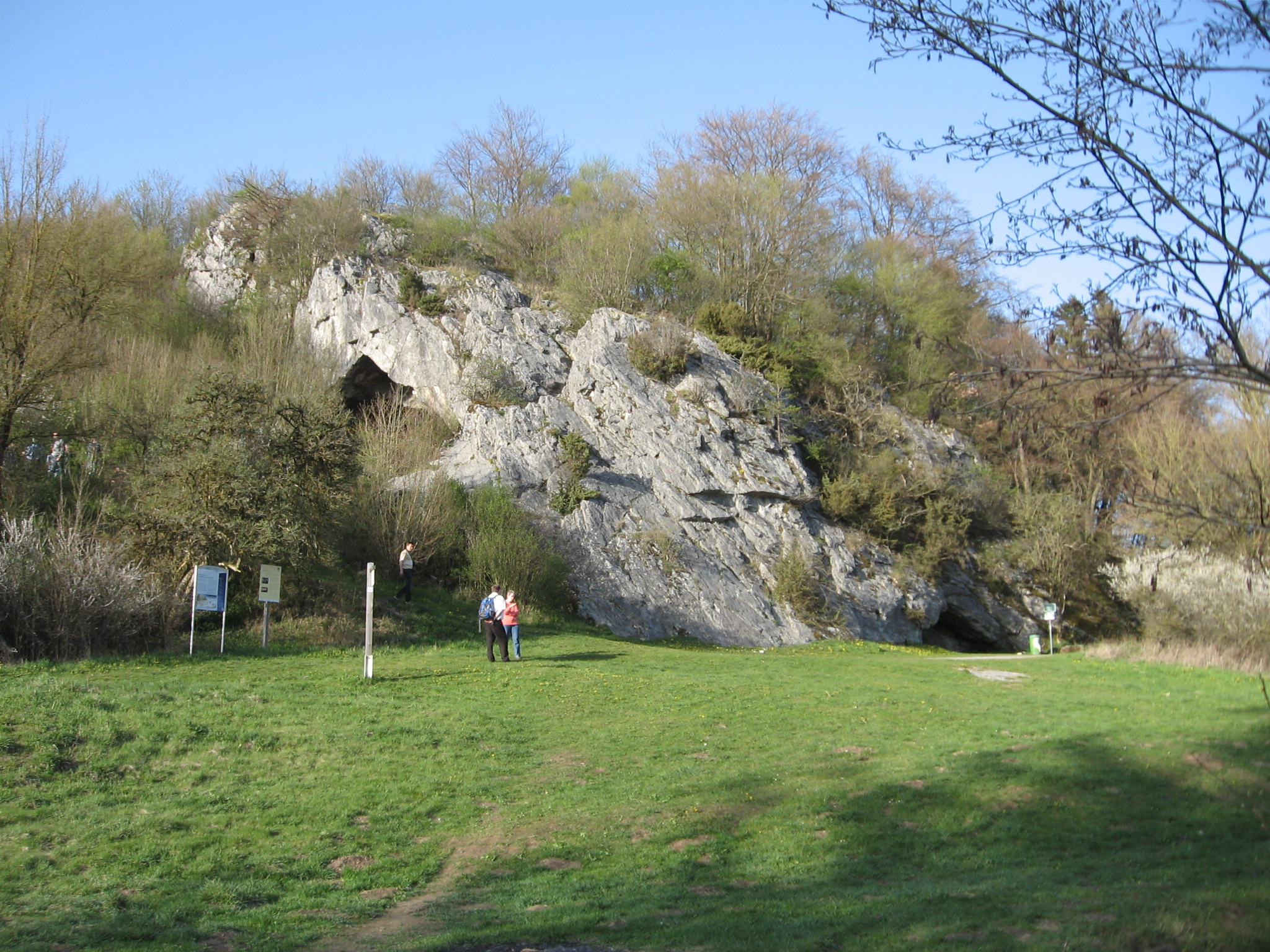
レールメッケタール自然保護地区のホーラー・シュタイン

- 魔女塔
- 聖ニコライ教会
- 聖ニコライ教会の主祭壇
- 聖ニコライ教会の説教壇
- 洗礼者聖ヨハネス教会
- 市営墓地の門（旧カプチン会修道院教会の玄関）
- カプチン会修道院の庭園
- リューテンのユダヤ人墓地
- リューテンの給水塔
- カレンハルトのカトリック聖クレメンス教会
- カレンハルトの旧村役場

### 自然保護地区、景観保護地区
市域南部は、アルンスベルクの森自然公園の一部である。リューテン市の他の部分は景観保護地区に指定されている。リューテンには自然保護地区 (NSG) に指定された地域が8つある。このうち6箇所は欧州保護地区（FFH地域）にも指定されている。自然保護地区の内3つは他の市域にもまたがっている。自然保護地区は以下の通り: レールメッケタール（265 ha、ヴァールシュタイン市にまたがる）、エリンガーフェルトの森南部（212.2 ha、ゲーセケ市にまたがる）、メーネタール (154.7 ha)、アシェンヒュッテおよびロメッケの河川システム (39.7 ha)、リューテン＝マイステ近郊のカルクマーガーラーゼン (6.3 ha)、カッテンシュタインの洞窟 (0.3 ha)、ドレーヴァー採石場（9.7 ha、ヴァールシュタイン市にまたがる、FFH地域ではない）、ヘンゲルスバッハ（2.12 ha、FFH地域ではない）。カレンハルトの南西に位置するレールメッケタール自然保護地区には旧石器時代末期からローマ以前の鉄器時代の考古学遺物が出土するホーラー・シュタイン洞窟がある。
市内には、保護指定されたビオトープや自然文化財がある。リューテンでは一般的な鳥類の他に、特にナベコウ、ワシミミズク、ワタリガラス、アカトビといった大型鳥類が棲息する。

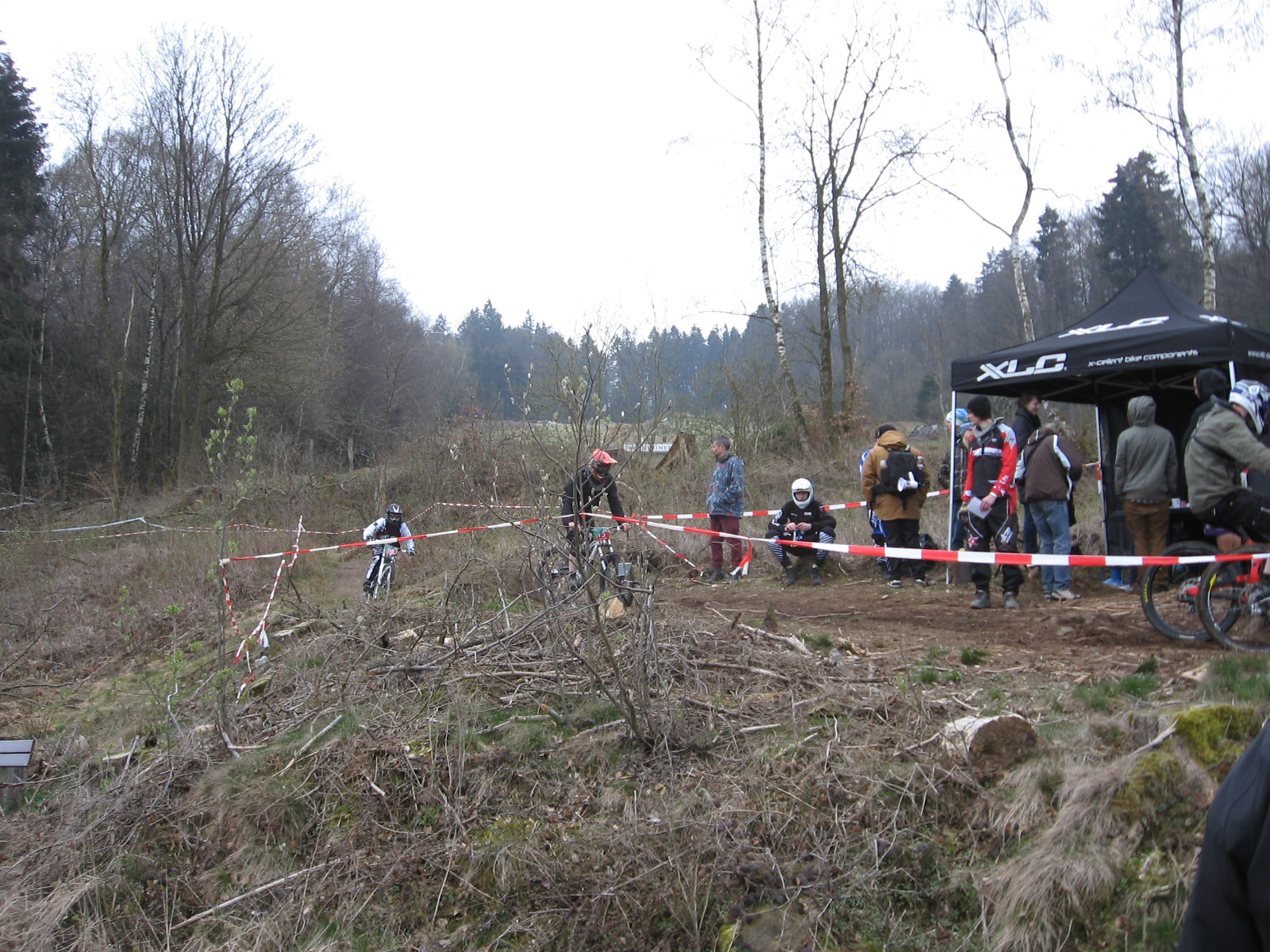
ヴァールシュタイン・バイクパーク

### スポーツ
ウォータースライダーがあるヴァルトフライバート（森の屋外プール）はこの地域で大変人気が高い。この他のスポーツ施設には、カートコース、射撃スポーツ施設、テニスコート、水泳練習用プール、乗馬場がある。市内には多くの体育館やグラウンドがある。カレンハルトには、ティーバーリフトを備えたスキーゲレンデ、ソリのコース、ロイペ（カントリースキー用の轍状の窪み）、ヴァールシュタイン・バイクパークといったウィンタースポーツ地区がある。

### 年中行事
毎年行われるローベプロツェッション（直訳すると「賛美のパレード」）は1350年の "hagelvyre" にまで遡る。現在の形になったのは1625年のペストの時期からである。同じように豊かな伝統を持つのが、500年以上前に始まった市民射撃団の年次祭、守護聖人の祝日である聖ヨセフの日（3月19日）に行われる指物師と大工のツンフトの日である。カーニバルは、バラの月曜日のパレードで祝福される。
通常9月にマリエンマルクト（マーケット）を伴う秋の教会祭が行われる。この教会祭は1930年代から商人組合によって実行されていた。1957年の会計報告書から「マリエンマルクト」という名称が表れる。しかしこのマーケットの歴史的なルーツがどこまで遡ることができるのかは不明である。この街は1532年から年に2回マーケットを開催する権利を有していた。こうしたマーケットの1つあるいは定期的な家畜市のどちらがマリエンマルクトの起源であるか判っていない。2009年からマリエンマルクトは市が主催している。

## 経済と社会資本

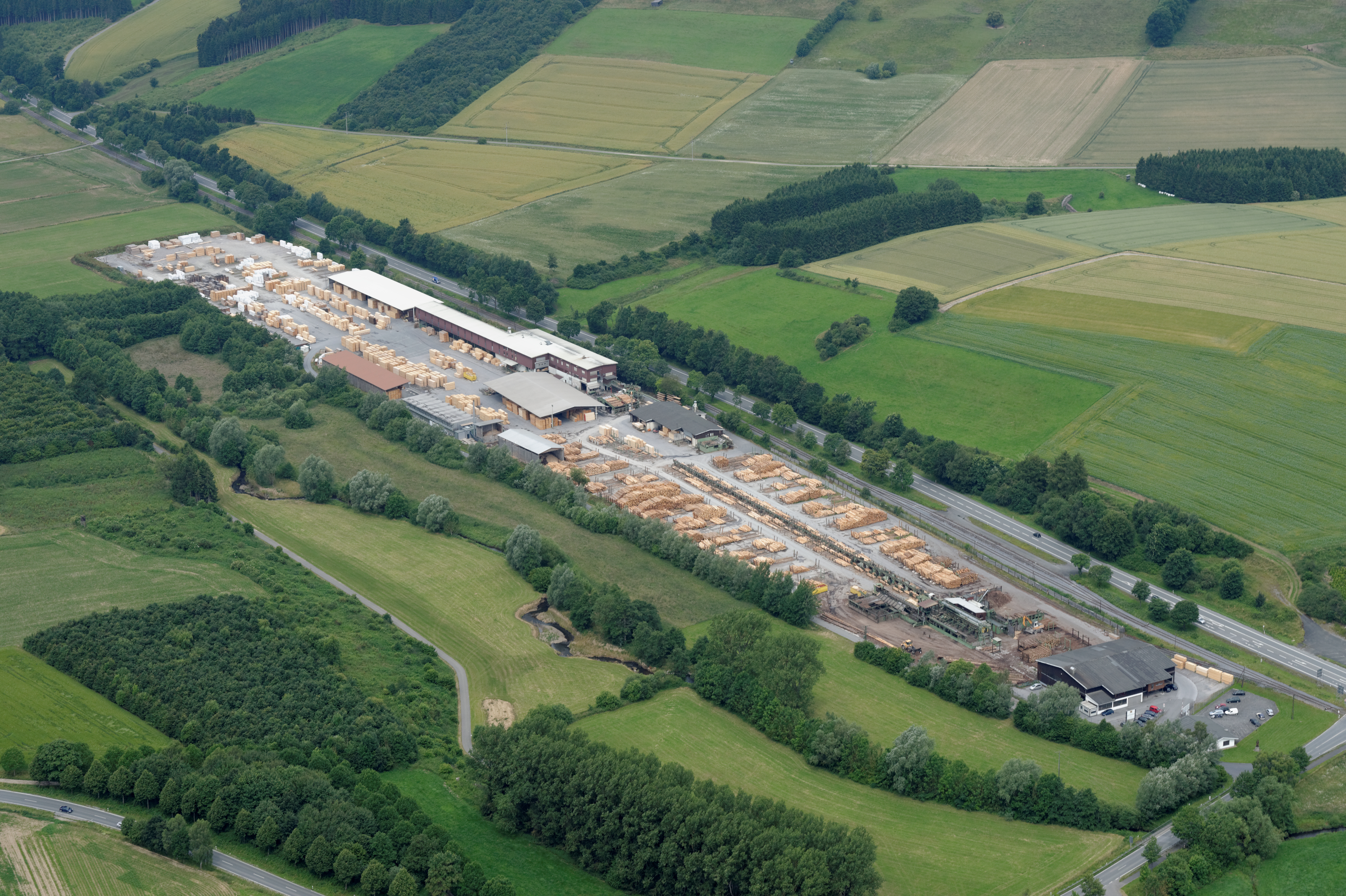
連邦道516号線沿いのフィッシュ社の木工所

経済的には、リューテンは様々な分野の中小企業からなっている。最も重要な分野は、木材加工業、金属産業、電機産業、合成樹脂産業である。重要な経済的要因は、木材加工業者の原料木材供給地としてのリューテンの森である。本市にはノルトライン＝ヴェストファーレン州で3番目に大きな市有林がある。中世には、リューテンで採取・加工される砂岩がこの街にとって経済上重要な役割を果たしていた。
2015年6月30日現在、リューテンには 2,559人の社会保険支払い義務のある労働者がいた。製造業従事者は 1,573人、商業・運輸・流通業が　390人、その他のサービス業従事者が 537人であった。

### 交通

#### 道路
リューテンは連邦アウトバーン 44号線沿いに位置しているが、市内にインターチェンジはない。最寄りのインターチェンジは西のアンレヒテや東のゲーセケにある。ブリーロンからは連邦道 B516号線でリューテンに到着する。この道路は市域東部のベレッケから再び市外に抜けて行く。市内の各市区へは州道や郡道が伸びている。

#### 公共交通機関
リューテンには以下のバス路線がある。
- 地域バス R71号 ベレッケからドレーヴァー、アルテンリューテンを経由してリューテンまで。夏季には自転車積載可能なバスとしてハイトベルク経由でブリーロンまで運行している。
- 地域バス R62号 リューテンからメンツェル、エステライデン、ベーケンフェルデを経由してリップシュタットへ。
- 地域バス R77号 リューテンからカレンハルト経由でヴァールシュタインへ
- 466号 ヘンメルンからビューレンへ（通学日のみ）
- 558号 アンレヒテからエステライデンまで、あるいはメンツェル経由でエッフェルンまで（通学日のみ）
- 672号 リューテンからメンツェル経由でエステライデンまで（通学日のみ）
- 673号 リューテンからマイステ経由でエステライデンまで
- オンデマンドバス T71号 リューテンからハイトベルクまで

558号、R71号、T71号は、ルール＝リッペ地域交通 GmbH が運営している。R62号、R77号、672号、673号の営業免許はルール＝ジーク・バス交通が有しており、466号はホーホシュティフト鉄道バスが営業している。

#### 鉄道
ICが停車する最寄り駅はリップシュタットにある。
本市には、メーネタール鉄道ゾースト - ベレッケ - ブリーロン・シュタット線の駅がある。しかしこの路線は旅客運行を行っていない。リューテン - ブリーロン・シュタット間は廃止され、ハイトベルク - ブリーロン・シュタット間も大部分が撤去された。残りのリューテン - ベレッケ間は WLEによって生活貨物運行が行われており、2007年には完全に近代化された。リューテン - ハイトベルク間は1994年以降使われていないが、公共物指定は解除されていない。

#### 航空

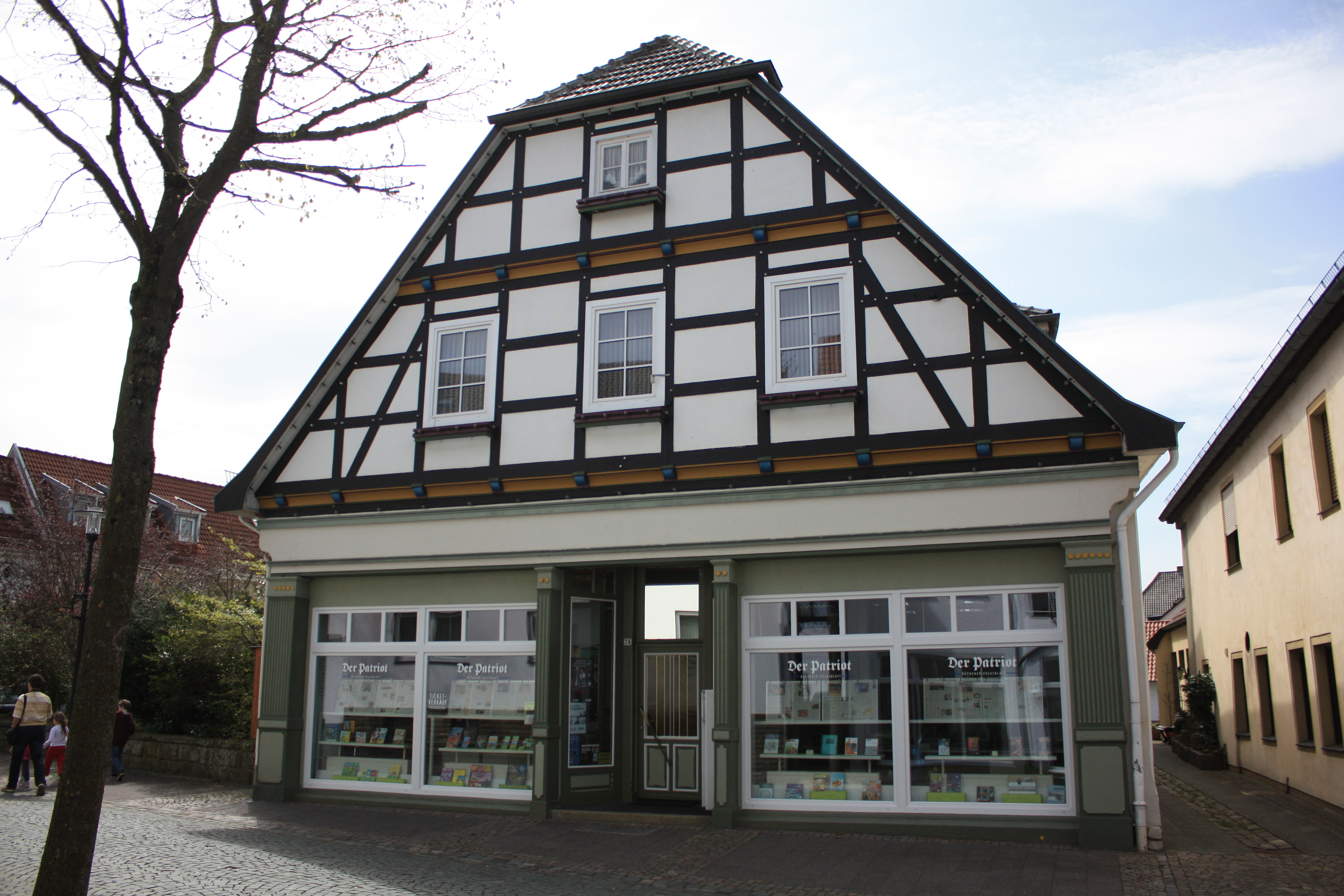
デア・パトリオートの社屋

パーダーボルン/リップシュタット空港は約 20 km の距離にある。

### メディア
リューテンでは日刊紙として「デア・パトリオート」、「ヴァストファーレンポスト」、「ヴェストフェリシェ・ルントシャウ」が刊行されている。他には、1997年から水曜日に「ヴォーヒェンティップ」がリューテン市内で配布されている。ノルトライン＝ヴェストファーレン州の地方ラジオ放送は、リューテン地区ではヘルヴェーク・ラジオ送信所によって発信されている。

### 公共機関
市の図書館は、カトリックのリューテン聖ヨハネスおよびニコラウス教会によって運営されている。20人のボランティアが約 5,000点のメディアを管理している。ゾースト郡の移動図書館が、リューテンの各市区を毎月巡回している。
市は病院を運営していない。医療は、ブリーロン、エルヴィッテ、リップシュタット、ゾースト、ヴァールシュタインの病院が担っている。

### 教育

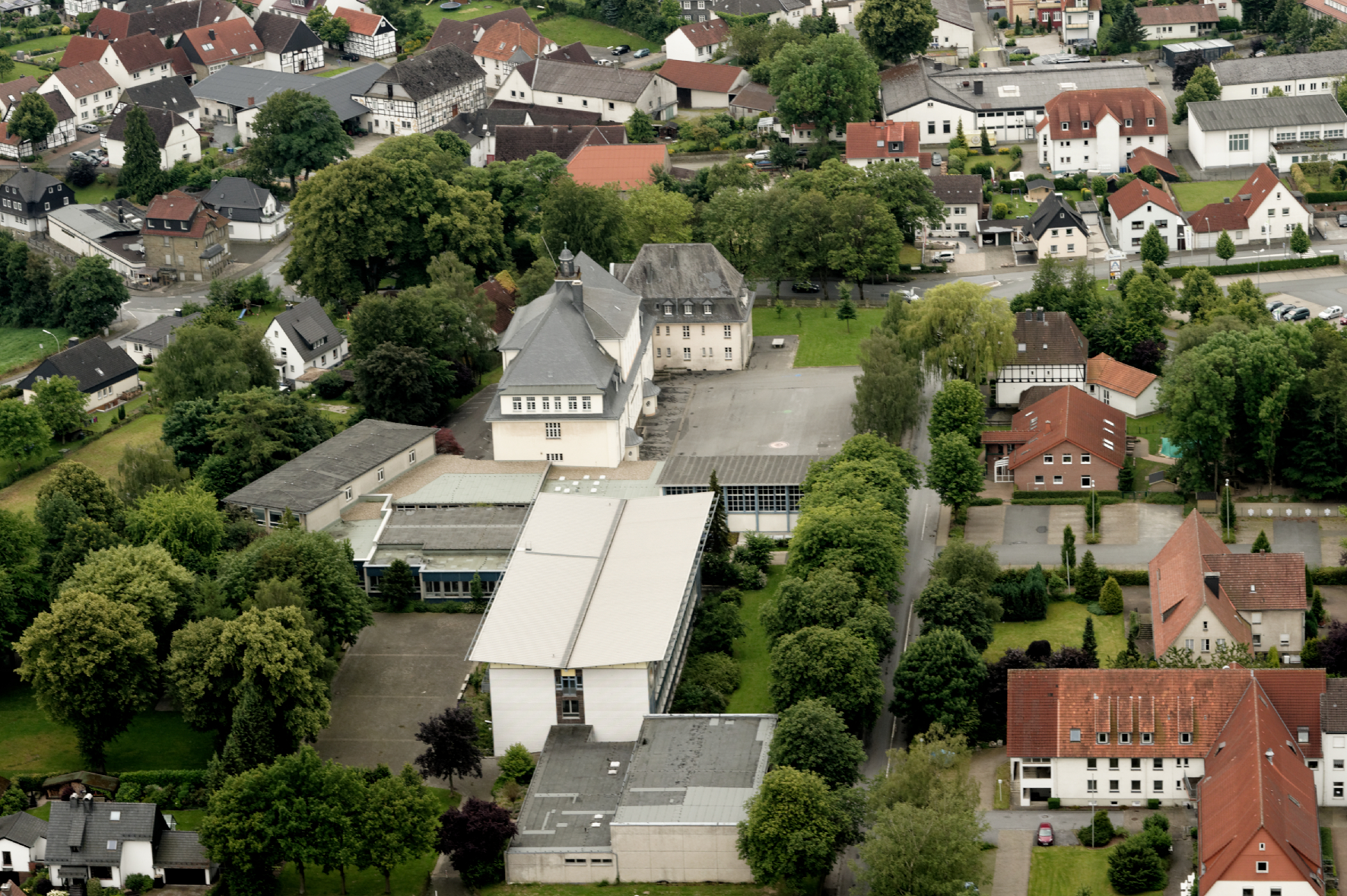
フリードリヒ＝シュペー＝ギムナジウム・リューテン

リューテンには市立フリードリヒ＝シュペー＝ギムナジウムがある。2001年にフリードリヒ＝シュペー＝ギムナジウムの学生グループは PCゲーム「リューテン - ザ・ゲーム」を開発した。これは本市およびその発展に関わる数多くの事実を盛り込んだ歴史ファンタジー学習ゲームで、市内の重要な場所に撮影チームを派遣して制作された。このゲームは、地域の広い範囲で販売され、遊びながら市の歴史に興味を向けることで、フリードリヒ＝シュペー＝ギムナジウムの評判を高めた。2011年第8学年のクラスが、リューテンの魔女裁判の犠牲者の名誉回復を市議会に請願した。これが WDR-TV で放送され、多くの自治体で採り上げられた。
さらにリューテンには、本課程学校と実科学校部門（ゼクンダーシュトゥーフェ I）および基礎課程学校2校が統合されたマクシミリアン＝コルベ＝シューレがある。市の中心に市立ニコラウス基礎課程学校がある。また、カレンハルト市区にカトリックの基礎課程学校がある。両校は学校連合を形成している。エステライデン地区には市立ルツィア＝ゲマインシャフト基礎課程学校がある。この他に2014年からリューテンには私立ゼクンダーシューレがある。
職業学校および職業専門学校は、隣町のリップシュタットおよびゾーストにある。市民大学の教育講座は、リップシュタット市民大学が運営している。リューテンの音楽教育は、市立音楽学校がないため、民間企業の「クリンゲンデン・ハウス」が1985年から行っている。街の音楽クラブも、たとえば音楽隊やブラスオーケストラといった形で音楽教育を行っている。

## 人物

### ゆかりの人物
- マルセル・ヘッテケ（ドイツ語版、英語版）（1987年 - ）サッカー選手。TSV リューテンのジュニアクラブでキャリアを開始した。

## 訳注
1. ↑  ドイツ北部で見られる家屋の建築様式で、大きな入り口扉を備えた広い土間を持つ建物。Diele = 玄関フロアで、北部では特に土間を意味する。